# Catedrala Ortodoxă Adormirea Maicii Domnului din Budapesta

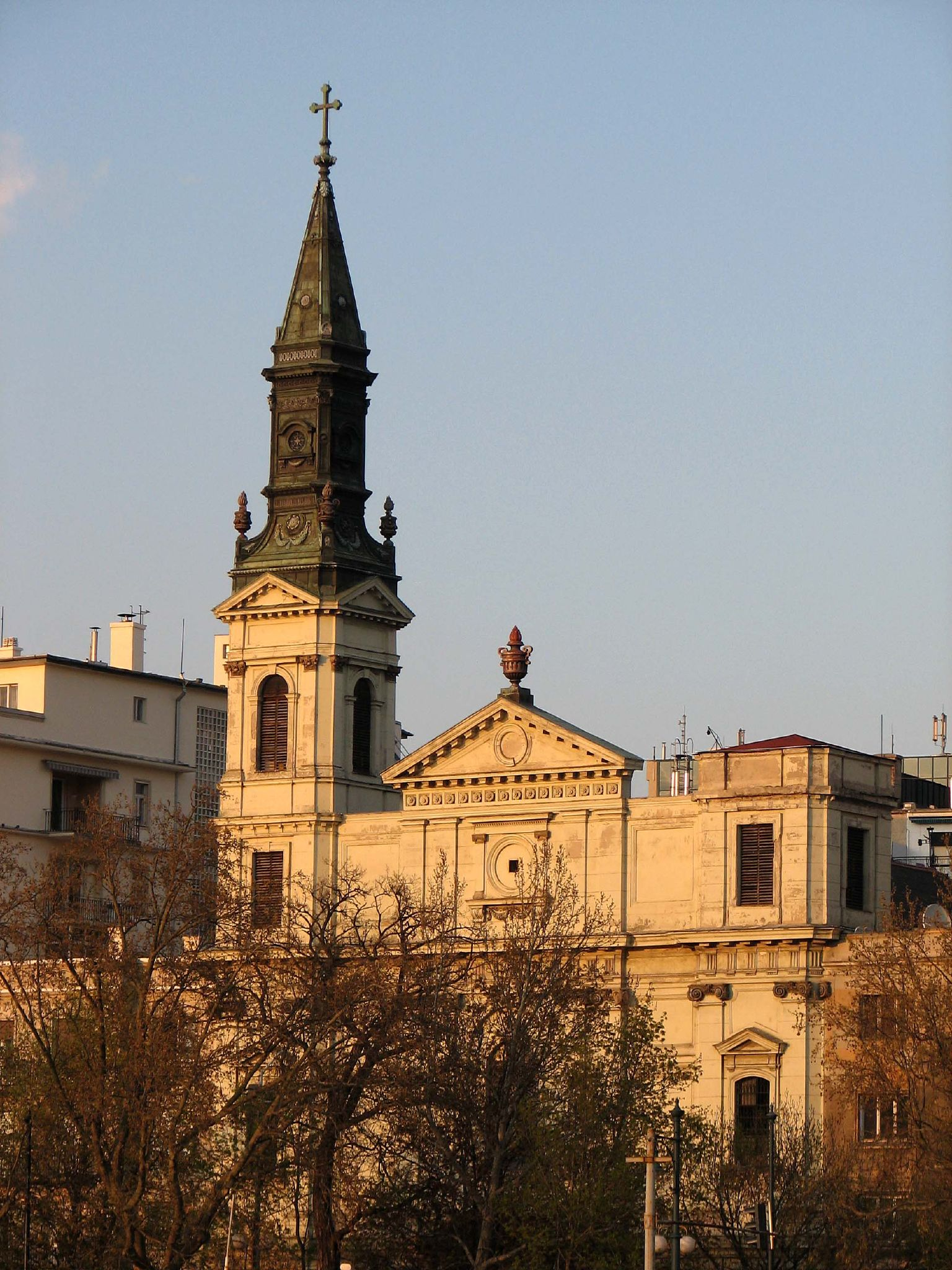
2008

Catedrala Adormirea Maicii Domnului din Budapesta a fost construită la sfârșitul secolului al XVIII-lea, la solicitarea și cu finanțarea comunităților macedoromână și greacă din Pesta, pe terenul donat de macedoromânul Dimitrie Arghir în actuala piață Petőfi de pe malul Dunării. Până în 1888, când comunitatea română a fost îndepărtată, biserica a avut un preot grec și unul român, slujindu-se alternativ în grecește și românește. Primul preot român al acestei biserici a fost cărturarul iluminist Ioan Teodorovici (Teodori), coautor al Lexiconului de la Buda. Biserica s-a aflat sub jurisdicția Patriarhiei de Carloviț de la înființare până în 1949, când a fost trecută sub jurisdicția Patriarhiei Moscovei.

## Istoric
În secolul al XVIII-lea, în contextul marilor migrații ale sârbilor, numărul grecilor și macedoromânilor stabiliți în Ungaria a crescut simțitor. Buni comercianți, posesori ai unui capital însemnat și iubitori de cultură, macedoromânii au ajuns curând în elita financiară și intelectuală din regiune. Din rândul lor se vor ridica mai târziu marii cărturari iluminiști și finanțatori ai învățământului și cărții românești tipărite la Buda și Pesta (Andrei Șaguna, Simeon de Sina, Emanoil Gojdu etc.).
Comunitatea ortodoxă din Budapesta frecventa inițial biserica sârbă. Din cauza conflictelor cu sârbii, dar și pentru că numărul enoriașilor grecii și macedoromâni creștea simțitor, s-a cerut Curții din Viena aprobarea înființării unei parohii greco-valahe. În ciuda împotrivirii episcopului sârb de Szentendre, parohia greco-valahă a fost înființată, aflându-se sub jurisdicția canonică a acestuia. Actul de constituire a parohiei și al asocierii pentru zidirea bisericii, scris în limba greacă, a fost semnat la 18 aprilie 1788 de 125 de familii. În tabelul din 2 iulie 1789, întocmit la solicitarea judecătorului suprem al orașului Pesta, solicitanții sunt în număr 179 de familii, cu 620 membri.
Contribuția inițială a aparținut macedoromânului Dumitru Arghir, originar din Moscopole, care a donat și terenul din actuala piață Petőfi pentru ridicarea bisericii. Actul de constituire păstrează următorul adaos:
„Subsemnatul adeveresc prin aceasta că în caz că a tot mărita maiestate împăratul și regele nostru ne va da îngăduința ca toți grecii și valahii care se află în Pesta să-și zidească o biserică greco-valachă în care Domnul să fie lăudat în dialectele noastre, eu voi da, nesilit de nimeni, din ceea ce bunul Dumnezeu mi-a dat și am câștigat cu sudoarea feței mele, suma de două mii florini și pe care o voi depune fără întârziere și fără nicio despăgubire la începerea zidirii bisericii în mâna epitropilor aleși”.
Potrivit decretului împărătesc din 1793, parohia a primit denumirea de „Greaeco-valachica communitas Pesthiensis”.
Construcția a fost începută în iulie 1791 și a durat cca 10 ani. Situația donațiilor, realizată în 1807, arată că s-au adunat 32.464 ft. de la comunitatea greacă și 17.401 ft. de la cea aromână. Între donatori se află Atanasiu și Constantin Grabovsky (originari din Grabova). Planurile au fost făcute de arhitectului József Jung, după modelul Bisericii Grecești din Viena. Sfințirea bisericii a avut loc în august 1801, cu hramul Adormirea Maicii Domnului, de către episcopul sârb Dionisie Popovici, în prezența episcopului din Timișoara. Pictura a fost realizată după sfințire, de Anton Kuchelmeister, fiind încheiată în 1809.
Imediat după înființarea parohiei au apărut disensiuni cu privire la alegerea preotului și a limbii liturgice. Au fost aleși doi preoți, unul grec și celălalt vlah-macedonean, slujind alternativ, dar numai în limba greacă.
În 1805, aromânii cereau folosirea limbii române atât în serviciul divin, cât și în școala confesional care funcționa pe lângă parohie, aparținând comunității greco-române, lucru pe care îl obțin în 1808. Primul preot slujitor este cărturarul Ioan Teodorovici. În 1811 îi găsim pe români cerând predarea lecțiilor în română, alături de greacă și germană, argumentând că românii contribuie la fondul școlar cu sume mai mari decât grecii. Obținându-se introducerea limbii române, primul învățător român a fost cărturarul iluminist Constantin Diaconovici Loga.
Până către jumăteatea veacului al XIX-lea, numărul macedoromânilor a început să scadă, dar au sosit în număr mare români din Transilvania.
Din cauza conflictelor dintre greci și români, s-a cerut Ministerului Cultelor aprobarea despărțirii celor două comunități. În 1888, grecii au reușit eliminarea din biserică a liturghiei în limba română, precum și suprimarea posturilor de preot român, învățător și cântăreț, suspendând din funcția de epitropi pe Atanasie Bărian și Gheorghe Oprea. Hotărârea grecilor a fost aprobată de Ministerul Cultelor în 28 mai 1888, românii fiind astfel îndepărtați complet din comunitatea bisericească.
Cu sprijinul Fundației Gojdu, în anii care au urmat s-a obținut de către români înființarea unei parohii independente.
Între 1809-1888 în biserica greco-română din Piața Petőfi au slujit cinci preoți români:
-1809-1845: Ioan Teodorovici, cărturar iluminist, corector și cenzor al Tipografiei din Buda, coautor al Lexiconului de la Buda (1825);
- din 1845: Ioan Roșu;
- din 1848: Ghenadie Popescu, profesor și cleric, deputat al românilor la Viena, mai târziu rector al seminarului teologic de la Mănăstirea Neamț și profesor la seminarul teologic din București;
- preotul Blașiu;
- 1859-1887: Ioanichie Miculescu, fondatorul primei reviste belestristice românești cu litere latine, "Aurora românească".